# 谭乐伟
谭乐伟（1972年10月—），男，汉族，中共党员，大学文化，中华人民共和国政治人物。

## 生平
谭乐伟毕业于哈尔滨工业大学，拥有在职研究生学历硕士学位；曾任中共哈尔滨市平房区委副书记、政府区长，哈尔滨市经开区党工委副书记、管委会主任；哈尔滨市工业和信息化局局长、党组书记；中共哈尔滨市香坊区委书记等职务。
2022年4月，升任黑龙江省哈尔滨市人民政府副市长、党组成员，并兼任市国资委党委书记。